# 미켈레 모로네
미켈레 모로네(이탈리아어: Michele Morrone, 1990년 10월 3일 ~ )는 이탈리아의 배우, 모델, 가수, 패션 디자이너이다. 배우로서 이탈리아 영화와 폴란드 영화 등에 출연하였다. 2020년에 개봉된 영화 《365일》로 유명세를 얻었다. 2014년에는 레바논 출신의 스타일리스트인 루바 사데(Rouba Saadeh)와 결혼하였으나, 2018년에 이혼하였으며, 둘 사이에서 아들 두 명이 있다.